# Palais Schönburg

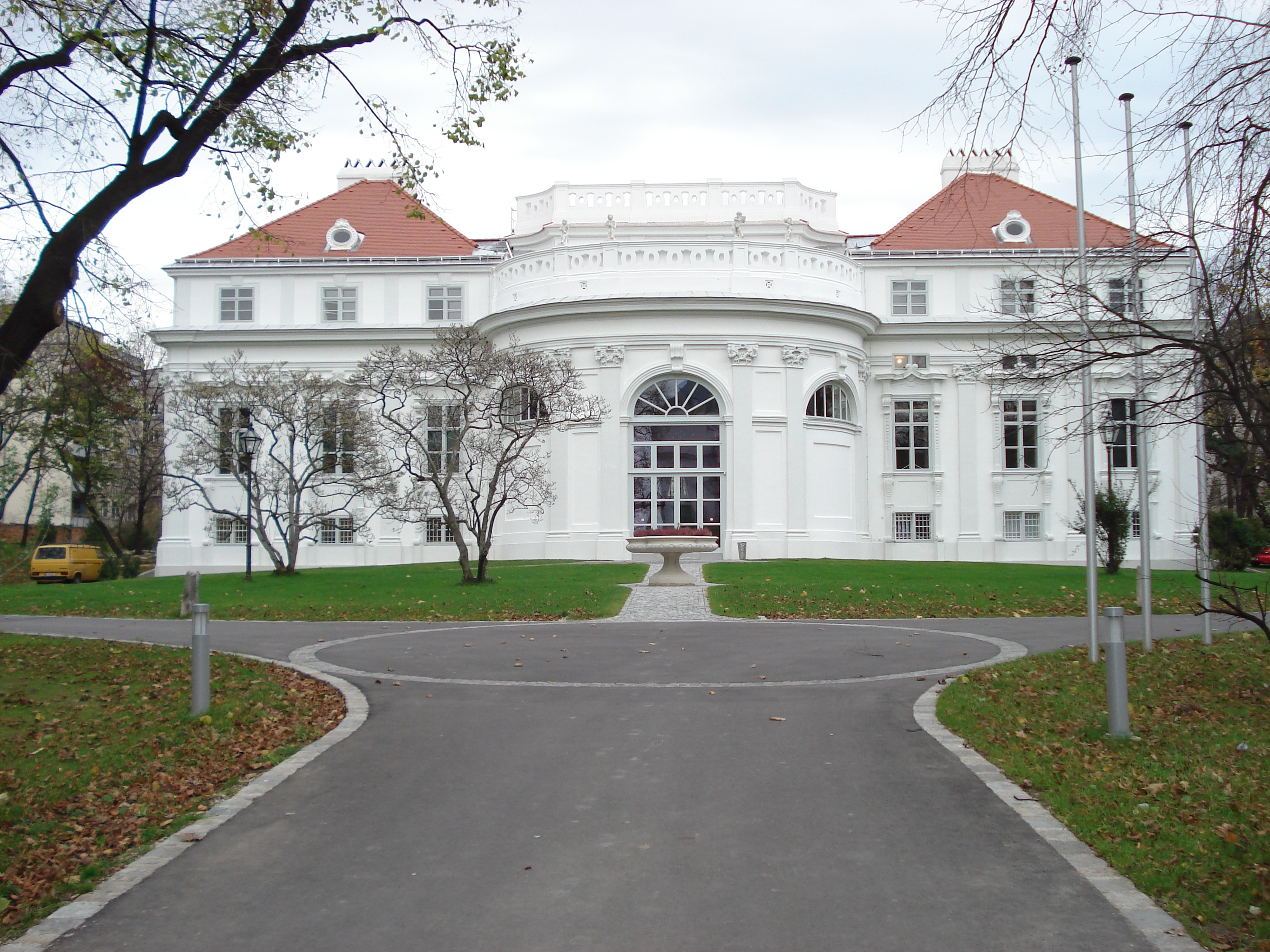
Palais Schönburg à Vienne

Le Palais Schönburg (également : Palais Schönburg-Hartenstein et Palais Starhemberg-Schönburg) est un palais situé à Vienne dans le quartier de Wieden. 

## Histoire

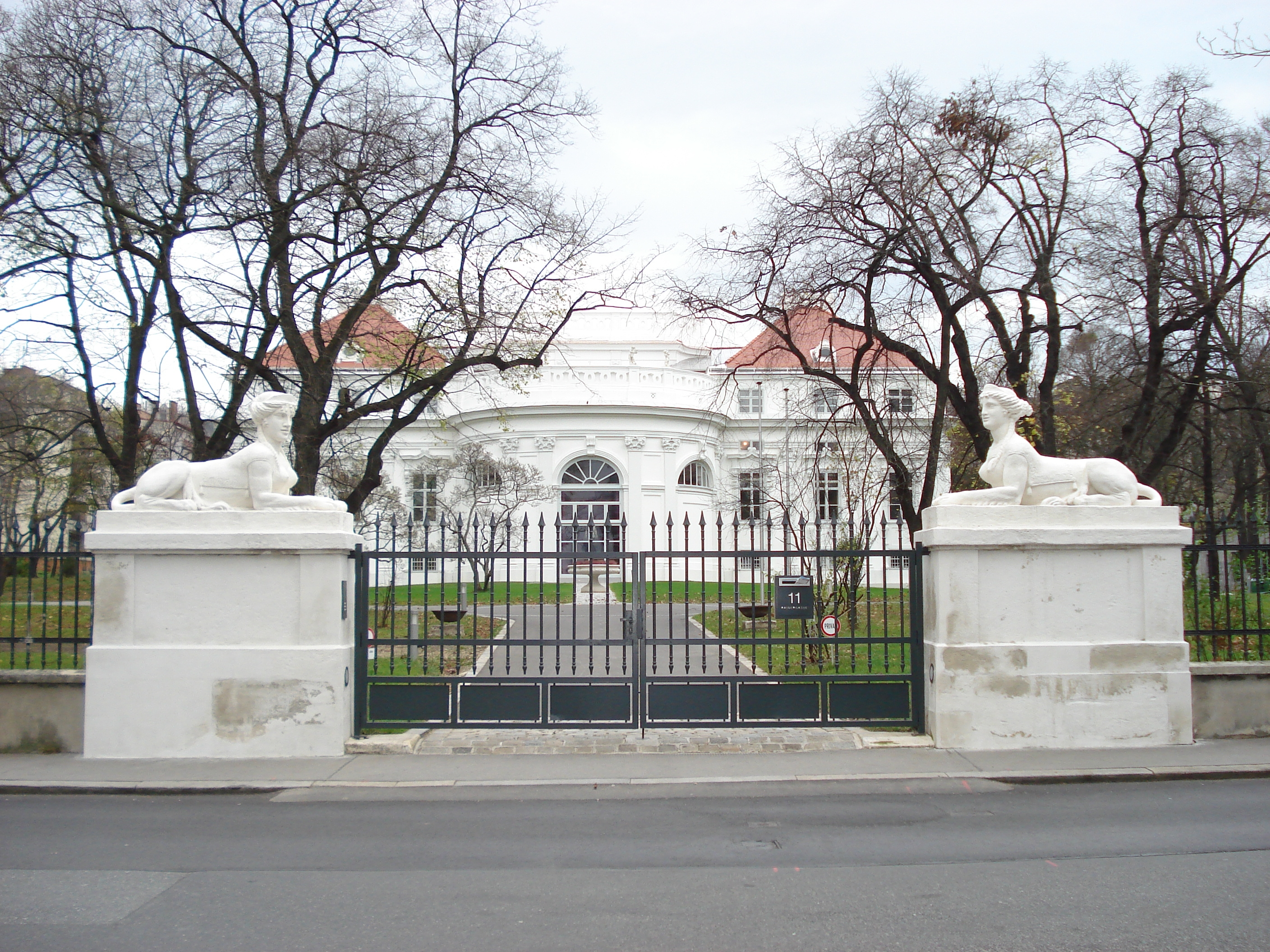
Palais et portail, vus de Rainergasse

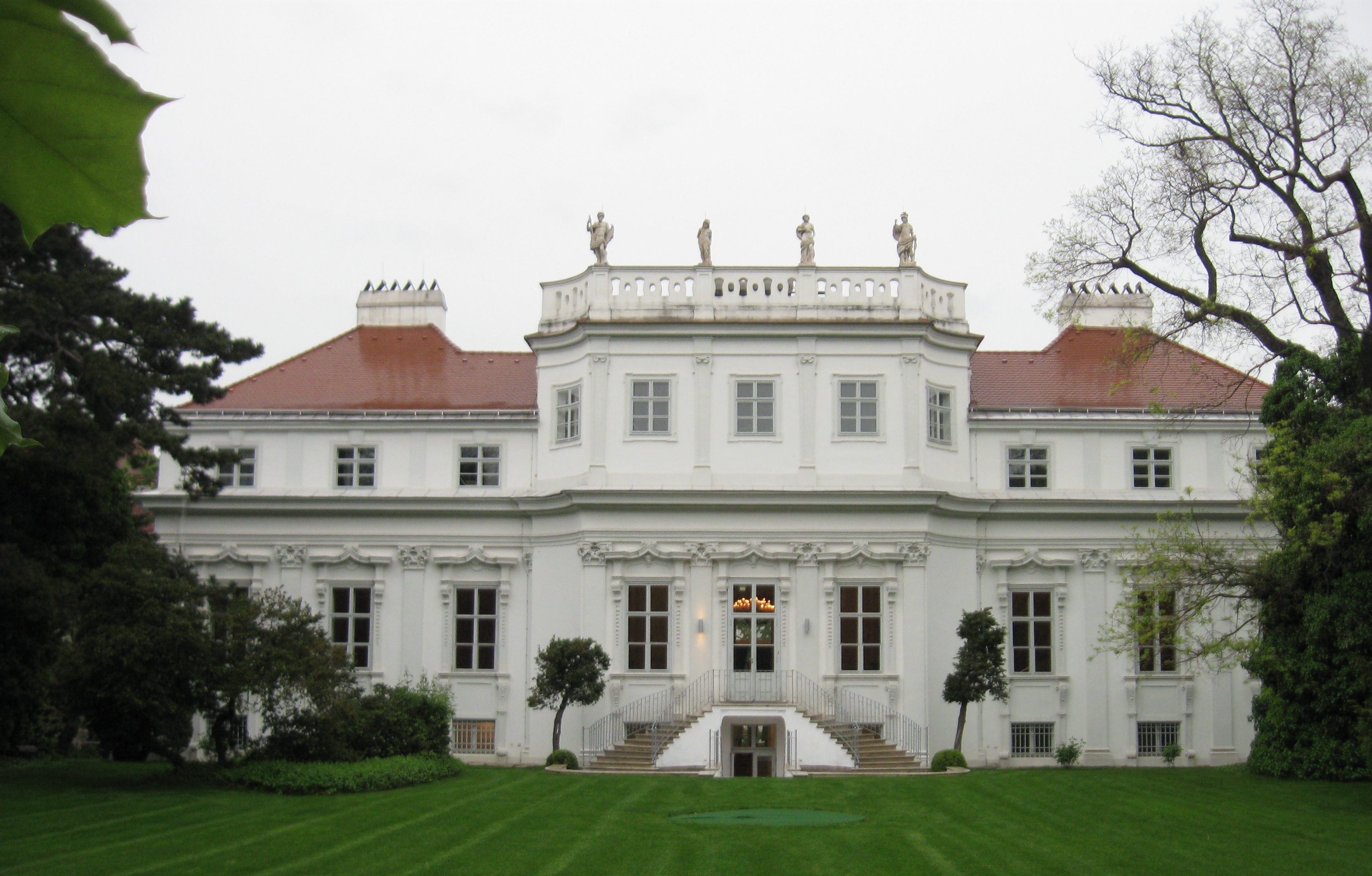
Vue depuis le parc

L'expert financier Gundaker Thomas Starhemberg fit construire un palais baroque de 1705 à 1706 sur un terrain appartenant à la famille Starhemberg depuis 1450 dans ce qui était alors la banlieue de Wieden, sur des plans de Johann Lucas von Hildebrandt. 
En 1811, le palais devint la propriété de Joseph Nepomuk, comte Keglevich de Buzin, qui le fit reconstruire et agrandir. Vers 1841, la famille Schönburg-Hartstein acquit le palais et fit réaménager les salles - à l'exception de la bibliothèque. 
Dans les années 1970, deux héritiers sur trois ont vendu leurs parts à Conti-Bank. Après leur faillite, les entrepreneurs de commerce de machines Marian et Danek Gertner ont repris le palais et fait démissionner l'héritière restante de Schönburg en 1979 au moyen d'une action en division. Ensuite, ils ont essayé pendant des décennies d'utiliser la propriété à des fins commerciales comme un hôtel en agrandissant et en convertissant le bâtiment à rénover. Cela a finalement échoué en raison de la préservation des monuments et de la résistance massive des initiatives citoyennes et des voisins contre l'expansion prévue des ailes latérales. En conséquence, le bâtiment a continué de se détériorer. 

Après un changement de génération dans la famille propriétaire, au début du XXIe siècle, le palais a été en grande partie restauré dans son état d'origine au XIXe siècle et adapté à un «lieu événementiel». Les travaux de rénovation, au cours desquels la façade et le toit ont été restaurés et le parc environnant revitalisé, ont duré de 2007 à 2008 et ont été soutenus financièrement par l'Office fédéral des monuments et le Fonds de conservation de la vieille ville de Vienne. Le palais ou les chambres individuelles et le jardin peuvent être loués pour des événements depuis juillet 2008. 

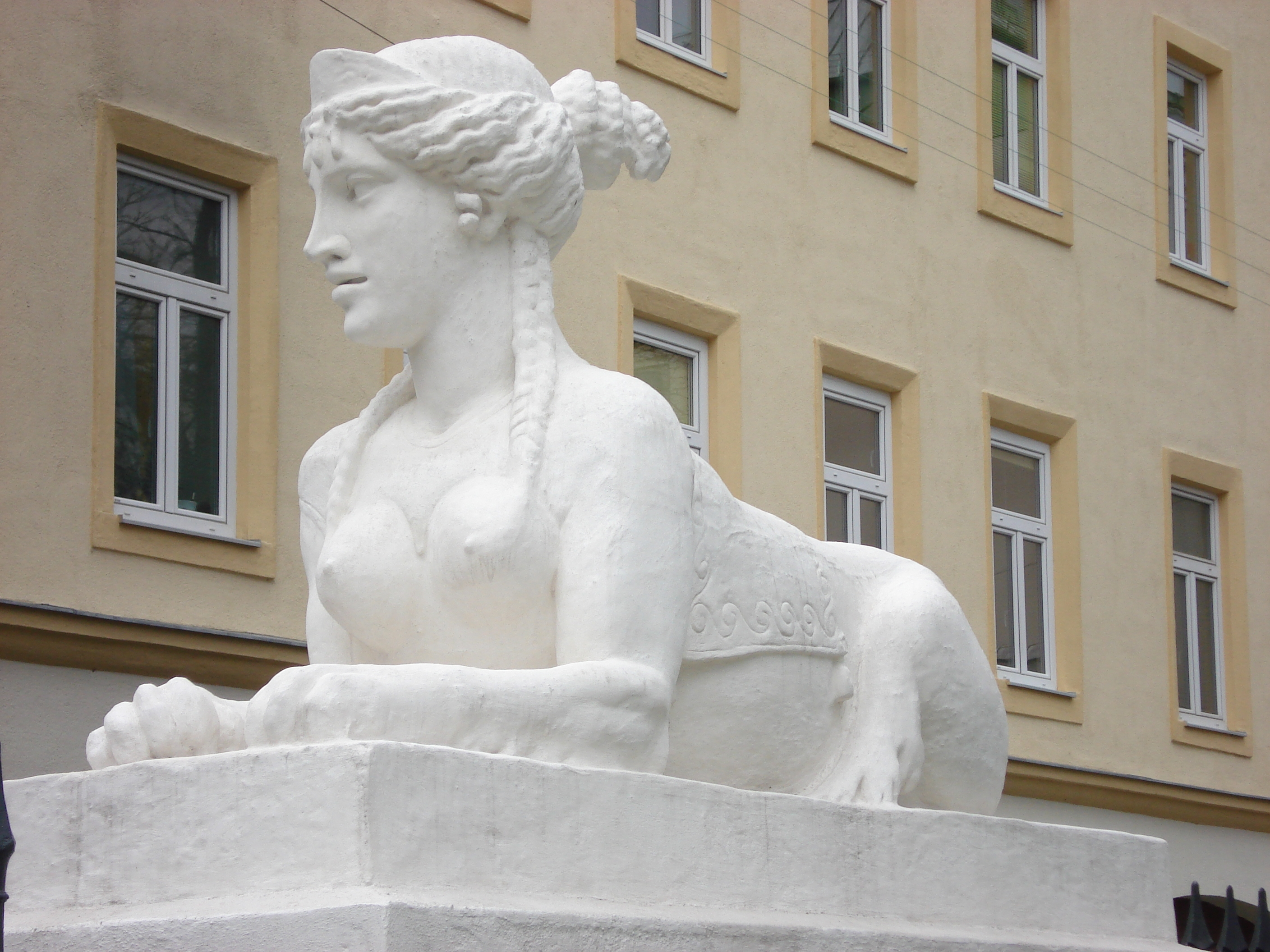
Sphinx gardien
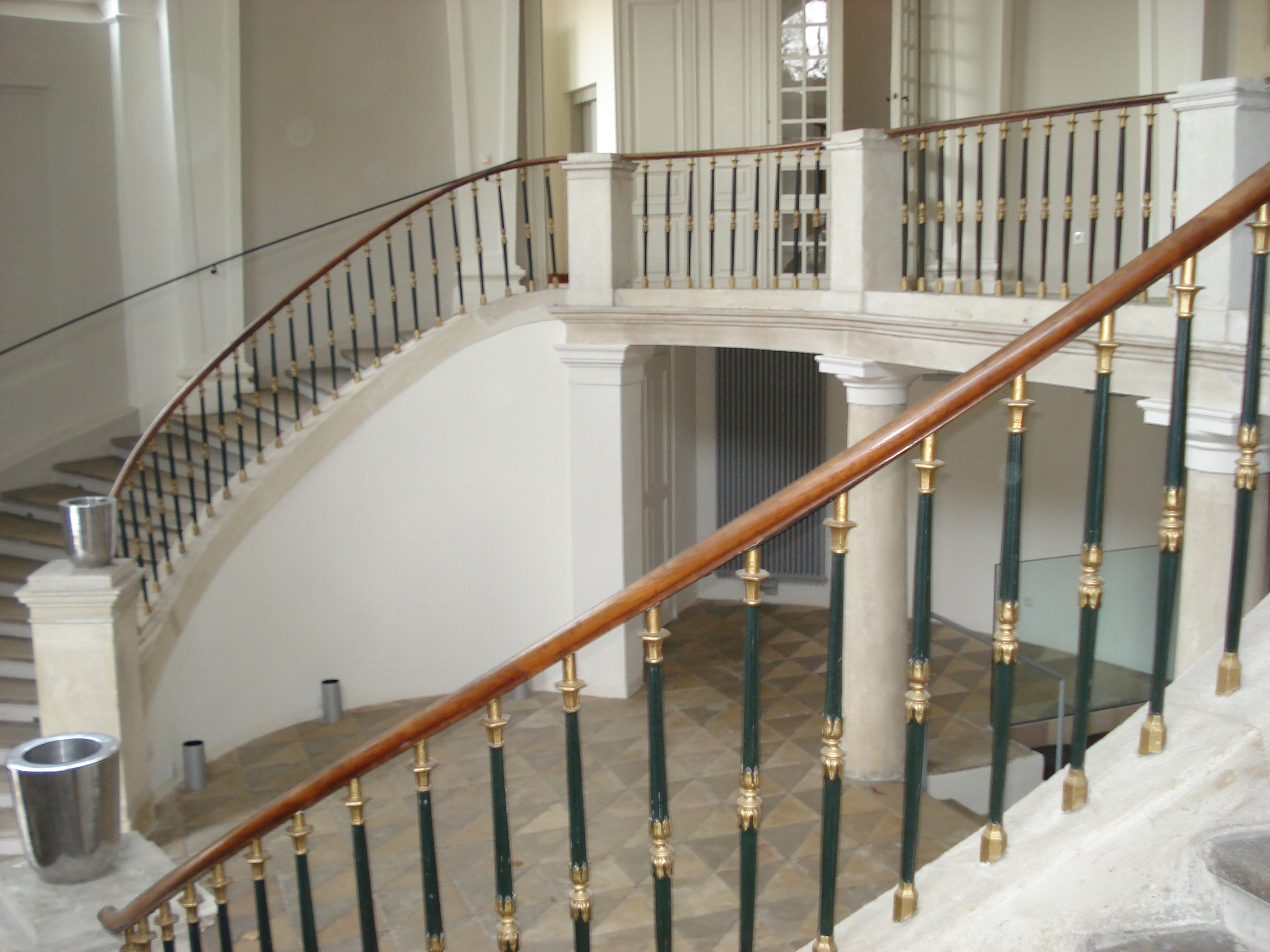
Escalier à deux ailes
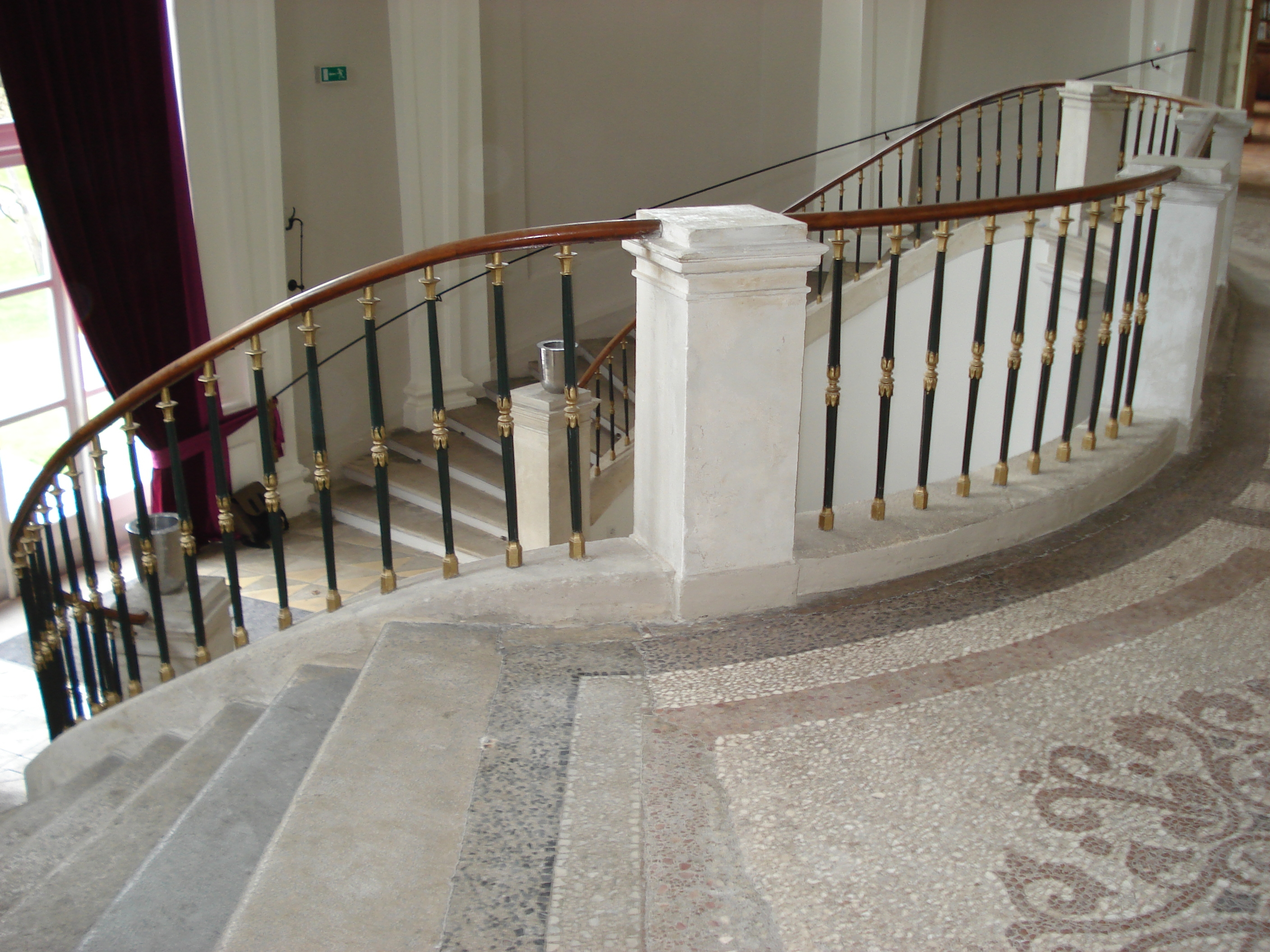
Escaliers
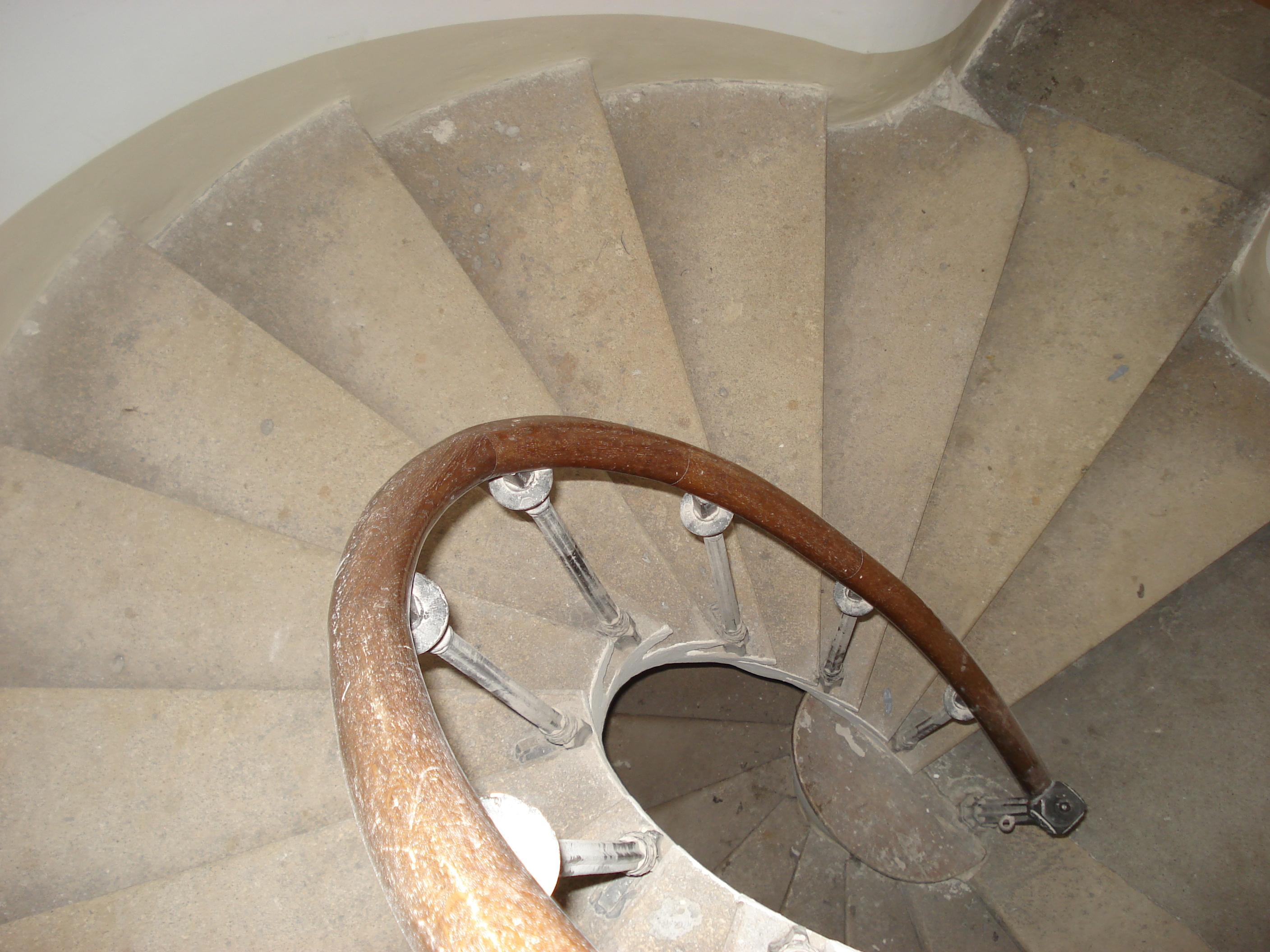
Escalier d'escargot
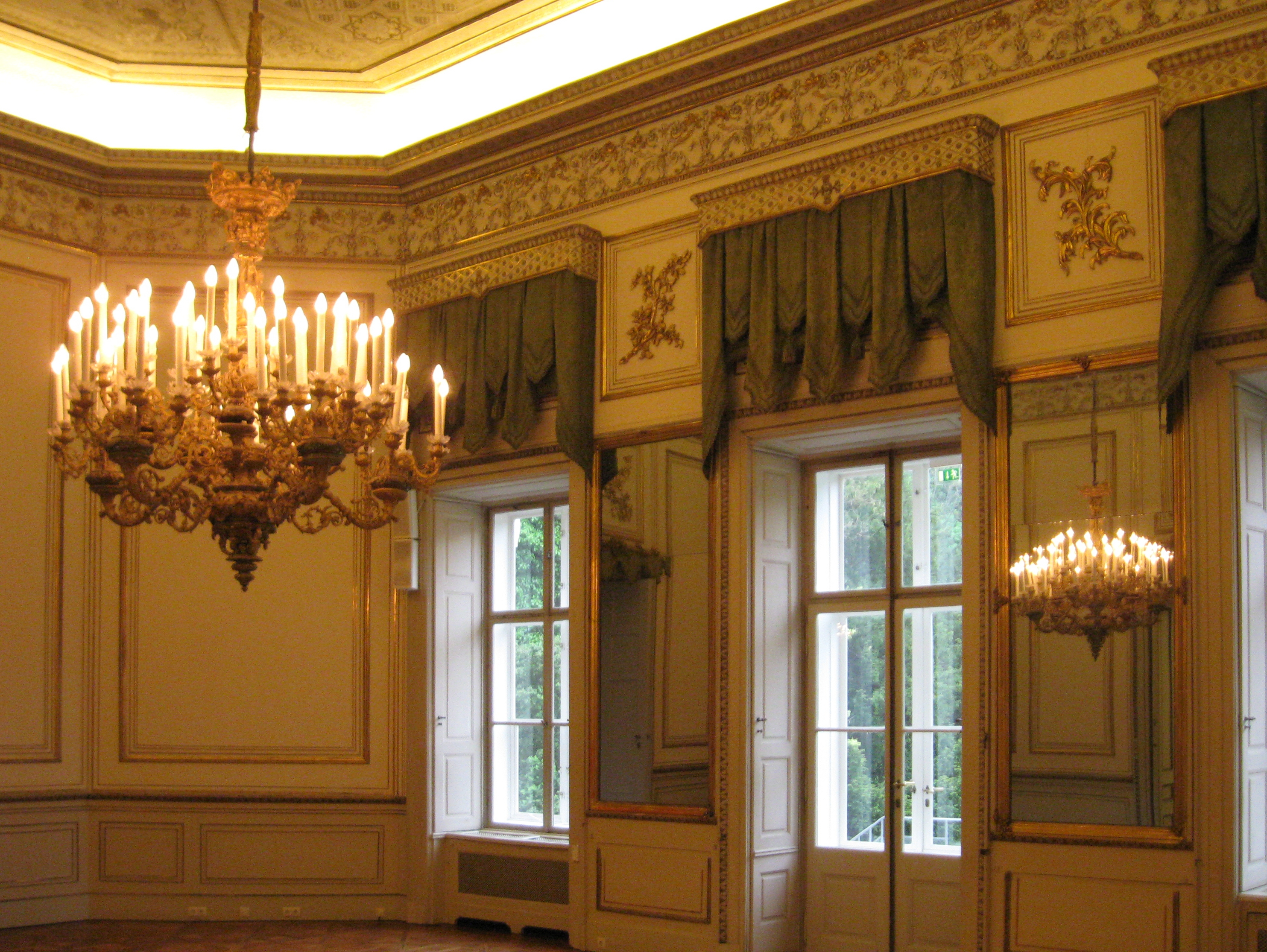
Grand Salon

## Littérature
- Bruno Grimschitz : Le palais-jardin Starhemberg-Schönburg à Vienne. Dans : Bruno Grimschitz: Johann Lucas von Hildebrandt. Herold, Vienne 1959, pp. 57-59.
- Géza Hajós, Eckart Vancsa: Les bâtiments séculiers du quartier III, IV et V. Avec des introductions sur le développement topographique et historique de l'art des quartiers. Avec des contributions de Walter Brauneis et Ülküm Fürst. Schroll, Vienne 1980,  (ISBN 3-7031-0470-8), ( Österreichische Kunsttopographie 44, Die Kunstdenkmäler Wiens 2).
- Dieter Klein, Martin Kupf, Robert Schediwy : Stadtbildverluste Wien. Un regard en arrière sur cinq décennies. LIT-Verlag, Vienne 2004,  (ISBN 3-8258-7754-X), en particulier p. 66f.

## Liens web
- palais-schoenburg.at - Site Web de la gestion événementielle du Palais Schönburg
- Schönburgpalais

- VIAF
- GND

## Source de traduction
- (de) Cet article est partiellement ou en totalité issu de l’article de Wikipédia en allemand intitulé « Palais Schönburg » (voir la liste des auteurs).